# Eriococcus rosaceus
Eriococcus rosaceus är en insektsart som beskrevs av Alfred Serge Balachowsky 1932. Eriococcus rosaceus ingår i släktet Eriococcus och familjen filtsköldlöss. Inga underarter finns listade i Catalogue of Life.